# Ольсвиг, Сара
Сара Ольсвиг (гренл. Sara Olsvig; род. 26 сентября 1978, Нуук) — гренландский политический деятель. Председатель Приполярного совета инуитов с 2022 года. Депутат Парламента Гренландии с 2013 года. В прошлом — лидер левой политической партии «Народное сообщество» (2014—2018), депутат фолькетинга (2011—2014). Вице-премьер левоцентристского правительства Кима Кильсена, министр по делам социальной политики, семьи, гендерного равенства и юстиции с 27 октября 2016 года.

## Биография
Родилась 26 сентября 1978 года в Нууке в семье смешанного датско-эскимосского происхождения. Отец Ларс Ольсвиг (Lars Olsvig; род. 1951) был директором школы, мать Анне Метте Ольсвиг (Anne Mette Olsvig) — директором музея. Училась в Гренландском и Копенгагенском университетах, получив дипломы в области истории культуры (2002) и антропологии (2008) соответственно. Выступает против добычи и экспорта гренландского урана.
С 2011 года занимала одно из двух зарезервированных за Гренландией мест в датском фолькетинге, в 2013 году избрана в Парламент Гренландии. На выборах 2014 года переизбрана с высочайшим по стране количеством голосов (почти 6 тысяч).
30 мая 2014 года избрана новым председателем партии «Народное сообщество», сменила Куупика Клейста, ушедшего в отставку 31 марта. 1 декабря 2018 года новым председателем избран Муте Боруп Эгеде.
В 2022 году сменила Дейли Самбо Дороу на посту председателя Приполярного совета инуитов.

## Личная жизнь
Родила дочь Наварану (Navarana).